# Васил Караконовски
Васил Кочев Караконовски е български лекар и общественик.

## Биография
Роден е през 1840 г. в Ловеч в семейството на търговец. Негови братя са Маринчо Караконовски – български търговец и дарител, и Борис Караконовски – български историк, етнограф и картограф.
Остава от малък сирак. Първоначално образование получава в Ловеч. Със съдействието на чичо си заминава за Белград, където завършва гимназия. През 1859 г. заминава за Русия и с помощта на Славянския благотворителен комитет завършва медицина в Московския университет.
През 1864 г. по препоръка на Иван Аксаков и графиня Булдова е назначен за лекар на Руското посолство в Цариград. Установява връзки с посланика граф Игнатиев, печели доверието на дипломатическите среди и благосклонността на турските власти. Подпомага българи за обучение в Русия и укриване на преследвани от турската власт. Лекар е на руското консулство в Солун. Открито афишира стремежа на българския народ за самостоятелна българска църква. Работи за преориентирането на руската политика по българския църковен въпрос. За тази дейност е поставен под домашен арест.
Още в 1867 г. той е наречен „покровител на българския народ“ в писмо на дякон Павел от руското консулство в Солун до Стефан Веркович. Когато в началото на 70-те години е на служба в руското консулство в Солун, чрез него се правят анонимни дарения за българския параклис „Св. Кирил и Методий“. На сватбата му с дъщерята на Иван Хаджилазаров през ноември 1872 г. (след схизмата) литургията е отслужена не само от „православен патриаршески свещеник“, но и от „схизматичния архимандрит Иларион“ от Зографския манастир, което прави „болезнено“ впечатление на гърците.
През Руско-турската война (1877 – 1878) е на служба в Канцеларията на княз Владимир Черкаски за уреждане на гражданските дела в новоосвободените български земи. Алармира Главния щаб на руската армия за турските зверства в хода на битката за Ловеч. Работи в канцеларията на руския посланик в Цариград, А.И. Нелидов. Управител и лекар в руската болница в Цариград.
Народен представител в Първото велико народно събрание. Член на делегацията, която в двореца „Ливадия“ връчва на Александър I Батенберг акта на Великото народно събрание за избора му за княз на Княжество България.
През 1881 г. е избран за делегат и във II ВНС от Ловеч.
Васил Караконовски е автор на статии с медицинска тематика във в. „Время“ (1865 – 1866) и преводи от руски език в „Цариградски вестник“ (1854 – 1858). Дарява на Ловешката община предмети, свързани с националноосвободителните борби на българския народ.
Провъзгласен за почетен гражданин на Ловеч на 4 януари 1903 г. „За заслуги като първенствуващ борец за духовно и политическо освобождение на българския народ“.

## Памет
На доктор Васил Караконовски е наречена улица в квартал „Овча купел“ в София (Карта), както и улица в Ловеч.